# Anchorage (Kentucky)
Anchorage é uma cidade localizada no estado americano de Kentucky, no Condado de Jefferson.

## Demografia
Segundo o censo americano de 2000, a sua população era de 2264 habitantes. 
Em 2006, foi estimada uma população de 2769, um aumento de 505 (22.3%).

## Geografia
De acordo com o United States Census Bureau tem uma área de 
7,9 km², dos quais 7,9 km² cobertos por terra e 0,0 km² cobertos por água. Anchorage localiza-se a aproximadamente 195 m acima do nível do mar.

## Localidades na vizinhança
O diagrama seguinte representa as localidades num raio de 4 km ao redor de Anchorage. 